# Dora Grabosch
Dora Grabosch (* 5. Januar 1916 in Elbing in Ostpreußen; † 1994 in Wathlingen) war eine deutsche Malerin.

## Leben

### Ausbildung und berufliches Wirken
Dora Grabosch war die Tochter eines Elbinger Handwerksmeisters.
Von 1933 bis 1937 war sie erst als Diakonisse tätig und absolvierte anschließend eine Ausbildung zur Fotolaborantin.
Sie hatte bereits in der Schulzeit ihren ersten Unterricht bei den Dozenten für Kunsterziehung an der Pädagogischen Akademie Elbing. Während gleichzeitiger Kriegsverpflichtung auf einer Werft, erhielt sie bis 1945 Zeichen- und Malunterricht an der Hochschule für Lehrerbildung in Elbing.
Nach dem Krieg wurde sie in Halstenbek ansässig und besuchte von 1948 bis 1952 die Hochschule für bildende Künste Hamburg unter Alfred Mahlau, Willi Titze und Erwin Krubeck (1897–-1967) und war im Anschluss bis 1975 als wissenschaftlicher Zeichnerin am Bernhard-Nocht-Institut für Tropenmedizin in Hamburg tätig.

### Künstlerisches Wirken
Mit ihrem expressiven Zeichen- und Malstil setzte Dora Graboisch sich sozialkritisch mit dem Menschen in der Gesellschaft und in der Natur auseinander; dazu Waldemar Jäkel: Indem Dora Grabosch in ihren Bildern die Menschen mit sich selbst konfrontiert, ihren geistig-sselischen Habitus der Selbstbezogenheit und Bindungslosigkeit offenlegt, will sie helfen und zugleich einen Weg weisen, der die Menschen Erfüllung finden läßt - in der Hinwendung zum Mitmenschen. Dora Grabosch will nicht Kunst machen um der Kunst willen, wie sie selbst sagt, sie will mit ihrer Kunst einfach dienen und helfen.
Daneben hat sie sich auch der Landschaftsmalerei sowie religiösen Themen zugewandt.

## Ausstellungen
- 1955: Ausstellung Hamburger Künstler.
- 1958: Ausstellung Hamburger Künstler.
- 1958: Landesschau Schleswig-Holsteinischer Künstler.
- 1959 Ausstellung der Malerinnen und Bildhauerinnen Schleswig-Holsteins.
- 1959: Ausstellung Hamburger Künstler.
- 1960–1965: Landesschau Schleswig-Holsteinischer Künstler.
- 1962: Ausstellung der Malerinnen und Bildhauerinnen Schleswig-Holsteins.
- 1964: Ausstellung der Malerinnen und Bildhauerinnen Schleswig-Holsteins.
- 1967: Landesschau Schleswig-Holsteinischer Künstler.
- 1969: Ausstellung im Brunswiker Pavillon, Kiel.
- 1971: Landesschau Schleswig-Holsteinischer Künstler.
- 1976: Ausstellung im Brunswiker Pavillon, Kiel.
- 1977–1978: Landesschau Schleswig-Holsteinischer Künstler.
- 1984: Galerie Augenblick, Mönchengladbach.

Dazu präsentierte Dora Grabosch ihre Werke unter anderem auf Ausstellungen in München, Berlin, Wien, Ancona, Brüssel, Rom, London, Genf und Zürich.

## Werke (Auswahl)
- Altonaer Museum, Hamburg.
- Ostdeutsche Galerie, Regensburg.
- Landesmuseum für Kunst und Kulturgeschichte auf Schloss Gottorf in Schleswig.
- Kulturbehörde, Hamburg.
- Stadtbücherei Neumünster (Wandkeramiken)
- Volkshochschule Neumünster (Wandkeramiken).
- Immanuel-Kant-Schule, Neumünster (Wandkeramiken).
- Kultusministerium Kiel.
- Kulturamt Kiel.